# Metaphidippus nigropictus
Metaphidippus nigropictus là một loài nhện trong họ Salticidae.
Loài này thuộc chi Metaphidippus. Metaphidippus nigropictus được Frederick Octavius Pickard-Cambridge miêu tả năm 1901.